# Аманібахі
Аманібахі (д/н — 335 до н. е.) — цар Куша в 335 році до н. е.

## Життєпис
Відомий лише з поховальної стели та ритуального столу. Обидва предмети були знайдені в християнській церкві в Нурі. З цього робиться висновок, що колись він мав піраміду в Нурі. Суперечливе його походження: був сином Ахратана, Піанхалари чи представником правлячої династії.
Зайняв трон близько 335 року до н. е. після смерті Ахратана. Втім невдовзі повалений родичем Настасеном.